# 21360 Bobduff
21360 Bobduff è un asteroide della fascia principale. Scoperto nel 1997, presenta un'orbita caratterizzata da un semiasse maggiore pari a 3,2132945 UA e da un'eccentricità di 0,1109350, inclinata di 0,49977° rispetto all'eclittica.